# (466907) 2015 EL24
(466907) 2015 EL24 es un asteroide perteneciente al cinturón de asteroides, descubierto el 13 de marzo de 2010 por el equipo Spacewatch desde el Observatorio Nacional de Kitt Peak (Arizona, Estados Unidos).